# Meerssenhoven
Meerssenhoven est un quartier de l'arrondissement nord-est de la commune de Maastricht (Limbourg néerlandais).

## Géographie
Il est situé au sud-est du quartier industriel de Beatrixhaven. À l'ouest, le quartier est bordé par le canal Juliana et au nord/nord-est par la municipalité de Meerssen (de l'autre côté de l'autoroute A2). Enfin, la ligne Aix-la-Chapelle - Maastricht sépare le quartier de celui de Nazareth.

## Histoire
Dans le quartier se trouvent les châteaux de Meerssenhoven, Vaeshartelt et la petite Villa Vaeshartelt (zone immobilière de Maastricht-Meerssen). Cette villa a été commandée par un fabricant de papier de Maastricht. Elle fut construite en 1857 selon les plans de l'architecte Wilhelm Wickop, originaire d'Aix-la-Chapelle. En 1861, Petrus Regout l'acheta, mais à la fin du XIXe siècle, elle fut rachetée par un autre fabricant de papier : Léon Lhoëst.

## Transports
De 1853 à 1935, une petite gare était en service au niveau du château Vaeshartelt (la gare de Vaeshartelt).

## Sources
- (nl) Cet article est partiellement ou en totalité issu de l’article de Wikipédia en néerlandais intitulé « Meerssenhoven » (voir la liste des auteurs).

## Compléments